# Iris Schulze
Iris Schulze (* 16. April 1958 in Usseln) verheiratete Iris Niemeier, ist eine ehemalige deutsche Skilangläuferin.
Iris Schulze, die für den SC Usseln startete, wurde in der Kreisstadt Korbach geboren. Bei ihrer einzigen Teilnahme an Olympischen Winterspielen im Februar 1976 in Innsbruck kam sie auf den 33. Platz über 5 km und auf den 31. Rang über 10 km. Im folgenden Jahr errang sie bei den Junioren-Skiweltmeisterschaften in Sainte-Croix den 24. Platz über 5 km. Nach ihrer Skilanglaufkarriere wurde sie Rektorin einer Grundschule in Usseln.